# Петко Стайнов (композитор)
Вижте пояснителната страница за други личности с името Петко Стайнов.
Петко Груев Стайнов е български композитор и музикален общественик, обогатил българската музикална култура и допринесъл значително за развитието ѝ, академик.

## Биография
Петко Стайнов е роден на 1 декември 1896 г. в гр. Казанлък в семейството на индустриалеца Грую Петков Стайнов и Анка Стайнова. Там изживява ранните си детски години, заедно с двамата си по-малки братя Захари и Стоян и най-малката сестра Пенка. Летата прекарва в чифлика на дядо си в с. Овощник.
На 11-годишна възраст загубва напълно зрението си, вследствие нараняване на едното око, довело до влошаване и на другото. Постъпва в новооткрития през 1905 г. Институт за слепи в София. Учи флейта в Института при Димитър Хаджигеоргиев и Никола Стефанов, – цигулка при Швертнер и хармония при Краус, започва да учи пиано при Мила Бъчварова. Учи пиано и при Андрей Стоянов и участва дейно в хора и оркестъра на Института под ръководството на Михаил Шекерджиев и Никола Стефанов.
Завършва Института за слепи в София (1915), където музикалната му дарба се проявява за първи път. Тогава прави първите си композиционни опити.
През 1920 г. заминава за Германия и в продължение на една година посещава частен музикален лицей в Брауншвайг. През 1923 г. завършва Дрезденската консерватория с две специалности: композиция и пиано. Завръща се в Казанлък през 1924 г. и създава първата си значителна творба – симфоничната сюита Тракийски танци в три части (1925), впоследствие допълнена с още една част – „Мечкарско“ (1926). От следващата година се мести да живее в София и започва да преподава пиано в Института за слепи.
Петко Стайнов води широка музикално-обществена дейност като председател на Съюза на народните хорове в България (Български певчески съюз) и на Дружеството на българските композитори „Съвременна музика“ (1933 – 1944). В периода 1941 – 1944 е директор на Народната опера.
Избран е за редовен член (академик) на БАН през 1941 г., а от 1948 г. ръководи новосъздадения Институт за музика с музей при БАН (по-късно Институт за музикознание). Тази длъжност той заема до смъртта си. През 1969 година е удостоен със званието „Почетен гражданин на Стара Загора“ по повод 20 години от създаване на Детския представителен хор. Умира на 25 юни 1977 г. в София.

## Памет
През 2022 година негов бюст-паметник (автор на скулптурата е Валентин Старчев) е поставен на Алеята на творците в Борисовата градина в София.

## Творчество
Жанровете, в които предимно твори Петко Стайнов, са симфоничният и хоровият.

### Симфонично творчество
Симфоничното творчество на Петко Стайнов обхваща:
- симфоничните сюити „Тракийски танци“ (1925, 1926) и „Приказка“ (1930),
- симфоничните поеми „Легенда“ (1927) и „Тракия“ (1937),
- симфонично скерцо (1938),
- концертните увертюри „Балкан“ и „Младежка увертюра“ (1936 и 1953),
- две симфонии (1945 и 1949).

### Хорови песни
По-значими сред хоровите песни на Петко Стайнов са:  „Ела се вие, превива“, „Изгреяло ясно слънце“, „Бре Иване“, „Засвири Димо“, „Пусти Димо“, „Де бре, Димо“. В тях композиторът разкрива специфични страни от душевността и характера на българина.

### Хорови балади
С хоровите си балади Стайнов става основоположник на нов дял в българската музика. В тях той претворява драматични събития от историята на България и постига национално баладично звучене.
- „Тайната на Струма“, – текст Теодор Траянов 1931;
- „Урвич“ – за смесен хор, текст Никола Ракитин, 1933;
- „Конници“, 1932;
- „Сто дведесет души“ – за мъжки хор, текст Пенчо Славейков, 1935;
- „Момина жалба“ – за смесен хор, текст Трифон Кунев, 1936;
- „Другарят Антон“ – за смесен хор, текст Иван Радоев, 1954;
- „Кум Герман“ – за смесен хор, текст. Димитър Пантелеев, 1955.

## Отличия
- 1977 г. – удостоен е с орден „Георги Димитров“ „по случай 80-годишнината от рождението му и за големи заслуги в развитие на българската музика“.[3]
- 1966 – официално се чества 70-годишнината на композитора и е удостоен със званието „Герой на социалистическия труд“.
- 1963 – награден е с орден „Кирил и Методий“ I степен.
- 1956 – официално се чества 60-годишнината на композитора и е награден с орден Народна република България I степен
- 1952 – на 29 април е удостоен със звание „Народен артист“.
- 1950 – на 30 април е удостоен със звание „Заслужил артист“, за дългогодишна творческа дейност в областта на музикалното изкуство.